# Jota Droh
Eduardo Herrera (Curicó, 7 de julio de 1983), más conocido por su nombre artístico Jota Droh (a veces autodenominado Hordatoj) es un conocido MC chileno. Es miembro del grupo de hip hop chileno Pr1mer Mandamiento de la ciudad de La Serena.

## Biografía
Corría 1999 cuando Eduardo Herrera comenzó ganar un prematuro reconocimiento en el underground rapero mientras rogueaba sus rimas en diversos encuentros de hip-hop en Santiago bajo el alter ego de J Dro. Tras varios años de difusión subterránea gracias a demos caseros y la acumulación de un creciente número de seguidores, a partir de 2005 tomó ese pseudónimo, lo dio vuelta y entonces nació Hordatoj, el alias con que este maestro de ceremonias de San Joaquín canalizó sus influencias provenientes del funk, el jazz y el R&B y dejó prensadas en su primer disco solista, Entre lo habitual y lo desconocido (2007), uno de los mejores registros del hip-hop en la segunda mitad de esa década.
Establecido ya como solista, Herrera empezó a rapear en encuentros de hip-hop de las comunas capitalinas de Lo Prado, Pudahuel y San Bernardo hacia 1999 y 2000. Paulatinamente sus rimas incisivas y sonido refinado lo fueron consolidando como uno de los raperos más aventajados de la escena y fue acumulando hitos como la grabación del tema “Criminal”, una canción a dúo realizada con el músico argentino Dante Spinetta para el inédito álbum que entonces preparó el productor DJ Who.
Casi una década después de su irrupción, Hordatoj lanzó su debut discográfico, Entre lo habitual y lo desconocido, uno de los lanzamientos más importantes del género durante el año 2007. Grabado junto al prolífico productor de hip-hop Foex (Nicolás Carrasco), el álbum resultó una mezcla entre rimas profundas e inteligentes, una influencia de R&B y un sutil hardcore, sórdidos episodios instrumentales y colaboraciones de alto vuelo a cargo de Anita Tijoux, los cantantes Panthy y Senciyo, raperos como Geoenezetao y CHR y el productor chileno radicado en Miami, Manuvers. 
En el año 2009 trabaja en conjunto a Anita Tijoux (ex Makiza) en la producción musical de su disco solista "1977", el cual fue editado no solo en Chile por Oveja Negra, sino que también en los Estados Unidos por Nacional Records, Argentina por Popart y México por EMI Music. A la actualidad el disco ha logrado estar nª 1 en itunes Latinoamérica y nª3 en Billboard Latino, además de estar en la importante nominación del "Grammy" del año 2010 en la categoría  "Mejor Álbum Latino Rock, Música Alternativa o Urbana" acumulando también muchos premios y comentarios de grandes músicos y medios de comunicación en el mundo.
A Principios del año 2012, Herrera lanza su nueva producción "El Tintero", Producido por él mismo, en el cual impregna su propia estampa entre una fina gama de instrumentos seleccionados con lupa. En ésta placa cuenta con el gran productor de rap proveniente de Detroit "Waajeed" y con uno de los mejores beatmakers chilenos Dj Tee. También se jacta de sólidas colaboraciones del calibre de T3 de Slum Village, Anita Tijoux, Panty, Niel, Camilizzy y muchos otros.
En 2014 lanza La primera parte de su Colección de Beat Tapes, denotando un innovador acento entre sus composiciones, con el clásico sonido de éste productor-emcee de San Joaquín. Destaca entre los shows la vasta participación q tuvo en Lollapalooza junto a su banda, marcando parte de lo que vendría para La Habitación del Pánico hasta entonces.
En marzo de 2015, entre múltiples presentaciones lanza "Habitación del Pánico vol.1" en conjunto con el ya reconocido colectivo que apoya a Herrera desde sus comienzos. Scratchs por parte de Dj Dacel, la producción a cargo de Hordatoj, Dj Tee en "Mi Naturaleza" y Jeet y Wilo en "Culpables". Marcan un hito entre la sonoridad urbana de la últimos años, logrando un febríl reconocimiento, repletando los lanzamientos en teatros Cariola y de San Joaquín y agotando las entradas en Diversas presentaciones dentro y fuera de la capital Chilena.
En junio de 2015 vuelve a sorprender a la audiencia con un nuevo Beat Tape "Scheherazade VS Suleiman". Es el resultado de la ecuación de insensatos bombos, cajas y bajos más música Turca cocinada por Herrera y sus samplers-secuenciadores, acompañado en las guitarras por Panty y Dj Dacel en los cortes y Scratchs,

## Discografía
- 2003 - Ni una palabra más (Independiente)
- 2007 - E.L.H.Y.L.D. (entre lo habitual y lo desconocido) (Potoco Discos)
- 2011 - El tintero EP
- 2012 - El tintero LP (Potoco Discos)
- 2013 - Beat Tape Vol.1 (Habitación del Pánico - FSP)
- 2015 - Habitación del Pánico Vol.1 (Habitación del Pánico - FSP)
- 2015 - Beat Tape Vol.2 "Scheherazade vs Suleiman" (Habitación del Pánico - FSP)
- 2015 - Hordatoj & Toly A. Ramírez "DMT - Man in the Mirror"" (StreetKnowledge - FSP)